# Leonilda González
Leonilda González (2 tháng 2 năm 1923 – 4 tháng 1 năm 2017 ) là một họa sĩ và nghệ sĩ điêu khắc người Uruguay, người sáng lập Montevideo Engraving Club. Tác phẩm của cô được đại diện trong Bảo tàng Juan Manuel Blanes và Bảo tàng Nghệ thuật Thị giác Quốc gia, cũng như trong các bộ sưu tập tư nhân ở Uruguay và các quốc gia khác. Năm 2006, cô được công nhận với giải thưởng Figari cho sự nghiệp của mình.

## Tiểu sử
Năm 1943 Leonilda González vào National Institute of Fine Arts (University of the Republic), nơi cô được đào tạo với Miguel Ángel Pareja, Ricardo Aguerre và Jose María Pagani. Năm 1949, cô được gửi đến Châu Âu trong một nhiệm vụ chính thức để tiếp tục đào tạo tại Paris, với André Lhote và Fernand Léger.
Cô đã kết hôn với Carlos Fossatti, cũng là một thợ khắc và là thành viên của Câu lạc bộ Điêu khắc, trong sáu năm.
González thường xuyên tham gia vào các thẩm mỹ viện của Câu lạc bộ chạm khắc Montevideo và trong các triển lãm tập thể của Liên minh các nghệ sĩ nhựa đương đại. Cô đã trưng bày tác phẩm của mình một cách cá nhân cả trong nước và quốc tế, tại Buenos Aires, Havana, Panama, Puerto Rico, Brazil và các nơi khác. Cô đã liên lạc với các họa sĩ đồ họa từ các nước xã hội chủ nghĩa, và là đại biểu tại Hội nghị chuyên đề nghệ thuật đồ họa Intergrafik ở Berlin năm 1967.